# Идиот (журнал)
«Идиот» — литературно-публицистический журнал, издаваемый сначала в Москве (1983—1985), затем в Витебске (1986—2012). С 2012 года готовится в Самаре. С начала (до 1994 г.) самиздатом (на пишущей машинке).
В феврале 2024 года вышел 45-й номер журнала.

## История
Первый номер журнала вышел в октябре 1983 года в Москве; его главным редактором стал студент филологического факультета Университета Дружбы народов имени Патриса Лумумбы Вячеслав Новиков, первыми авторами и читателями — его однокурсники. Журнал печатался на пишущей машинке в одном, затем в нескольких экземплярах. Всего в Москве вышло 5 номеров журнала.
В 1986 году Вячеслав Новиков был распределен на работу в Витебский государственный медицинский институт. В Витебске выпуск журнала возобновился, причем теперь в него писали и его читали не только бывшие однокурсники Новикова, но и студенты витебских институтов (заместителем главного редактора стал студент мединститута Игорь Гольдман).
Журнал по-прежнему печатался на пишущей машинке, обычно в 5, иногда в 10 экземплярах.
В 1993 году был выпущен альманах на основе материалов 25-ти номеров журнала «Идиот» (250 экземпляров).
В 1994 году № 29 впервые вышел типографским способом (100 экземпляров).
В 1995 году журнал «Идиот» был удостоен малой Букеровской премии, как «лучший русскоязычный журнал ближнего зарубежья». Деньги пошли на покупку редакционного компьютера; с той поры журнал форматируется на компьютере.
С декабря 2000 года присутствует в Интернете.

## Авторы журнала
В числе авторов журнала: Александр Шишкан, Александр Литусев (2002†), Александр Лопатин (1993†), Ольга Залесская, Артур Исаченков, Василий Брус (2011†), Владимир Мартов, Лера Сом, Виталий Сеньков, Виталий Дроздов, Игорь Высоцкий, Костя Грамотный (2011†), Геннадий Катеринин.
В журнале также печатались Ефим Лямпорт (1989), Михаил Ромм (1989), Дмитрий Растаев (1989-90), Герман Волга (1990), Елена Казанцева (1991), Вениамин Блаженных (1992—1994), Валерий Роньшин (1995-96), Олег Прусов (1996, посмертно), Славомир Адамович (1997), Света Бень (2000).

## Посвящения
Начиная с 37-го, все номера журнала посвящались кому-либо:
- 37 (2000) посвящён художнику Алесю Пушкину.
- 38 (2003) посвящён Борису Ельцину.
- 39 (издан без участия главного редактора в январе 2006) посвящён Вячеславу Новикову.
- 40 (декабрь 2006) посвящён Борису Хамайде, известному витебскому правозащитнику.
- 41 (2011) посвящён Григорию Перельману.
- 42 (февраль 2012) посвящён Владимиру Мартову.
- 43 (декабрь 2012) посвящён Петру Мамонову.
- 44 (2013) посвящён Эдварду Сноудену.
- 45 (2024) посвящён Ларсу фон Триеру